# Volontari Nazionali
Con il nome Volontari Nazionali per molti anni è stato definito il settore del servizio d'ordine del Movimento Sociale Italiano. Recentemente sono stati un'associazione politica della destra italiana.

## Costoladel MSI
Le sue origini risalgono alla prima metà degli anni cinquanta del secolo scorso. Le "camicie grigioverdi" del Movimento Sociale Italiano hanno la loro prima uscita pubblica in occasione dei funerali del maresciallo Rodolfo Graziani nel gennaio 1955.
Un gruppo di Volontari Nazionali provenienti da varie regioni e guidati da Giorgio Almirante e Giulio Caradonna intervengono il 16 marzo 1968 presso l'Università "La Sapienza" di Roma per mettere fine all'occupazione dell'università da parte degli studenti, contrapponendosi anche ad esponenti della destra giovanile impegnati nell'occupazione, venendo tuttavia sconfitti e costretti alla fuga.
Il 23 agosto dello stesso anno, i gruppi giovanili del Movimento Sociale Italiano ed i Volontari Nazionali della Giovane Italia organizzano una manifestazione in piazza Esedra a Roma, contro l'invasione della Cecoslovacchia da parte delle Forze armate sovietiche e del Patto di Varsavia.
Il 23 marzo 1970, i Volontari Nazionali - con i giovani del Msi, della Giovane Italia e del FUAN - chiedono alle autorità di vietare la manifestazione indetta dagli anarchici milanesi per il giorno seguente a piazza del Duomo.
Il 5 maggio 1970, a Genova, i Volontari Nazionali partecipano - assieme all'associazione Arditi d'Italia ed all'Associazione Nazionale Arma Milizia - ad un corteo funebre, di cinquecento persone, in ricordo dell'operaio trentatreenne Ugo Venturini, attivista del Movimento Sociale, ferito il 18 aprile durante un comizio di Giorgio Almirante e poi deceduto per infezione tetanica.
Mercoledì 17 giugno 1970, la Federazione lavoratori metalmeccanici di Milano chiede alla questura il permesso di tenere un corteo contro l'imperialismo e per la pace per il sabato successivo. Il giorno dopo, i Volontari Nazionali milanesi del MSI, con la Giovane Italia ed il FUAN, fanno domanda per un corteo, da tenere lo stesso sabato, contro l'imperialismo comunista. Il questore vieta il corteo neofascista per "gravi motivi d'ordine pubblico".
Il 3 aprile 1971, a Napoli, la polizia ferma e arresta tre giovani, che si dichiarano "Volontari nazionali del MSI". I tre volontari - Michele Fiorino, Vincenzo Mancinelli e Vincenzo Piccolo - sono alla guida di una macchina con altoparlanti e vengono trovati in possesso di una pistola calibro sei con relativi proiettili, oltre ad una lanciarazzi e diversi bastoni.
Nel 1971 Almirante nomina responsabile dei Volontari Nazionali l'onorevole Tullio Abelli , per scioglierli poco dopo, con la costituzione del Fronte della Gioventù e del MSI-DN, il Movimento Sociale Italiano - Destra Nazionale.
Strascichi delle passate attività dei Volontari Nazionali continuano a popolare le cronache giudiziarie. Nel gennaio 1972, il procuratore generale di Milano, Luigi Bianchi D'Espinosa, acquisisce all'inchiesta sulla ricostituzione del partito fascista, un'inchiesta pubblicata dalla rivista "Due Torri", di proprietà del Partito Comunista Italiano di Bologna. Un documento allegato all'inchiesta consiste in alcune schede di adesione alla Giovane Italia settore "Nuclei Volontari", in cui è stampato: "Il sottoscritto si impegna, in qualità d'iscritto alla Giovane Italia di Bologna, ad osservare con disciplina - in rispetto alla gerarchia - le disposizioni che regolano i 'Volontari ASAN', a mantenere la massima riservatezza su tutto quanto riguarda i 'Volontari'". In un altro documento, inviato da un dirigente dei Volontari Nazionali ad Angelo Ravagli, presidente del circolo D'Annunzio di Bologna, si consiglia, nel caso di scoperta dei corsi d'addestramento dei giovani volontari, che, a poliziotti e carabinieri "ci si dovrebbe presentare come boy-scouts". In un terzo documento, una lettera, un dirigente dei Volontari Nazionali scrive a Virgilio Marconcini, fiduciario di una sezione di Imola, dandogli appuntamento al poligono nazionale di tiro di Imola. In un quarto documento, una nota del presidente provinciale della Giovane Italia di Bologna, si elencano gli argomenti del corso di formazione 1969-70, tra cui, in sequenza: "Prospettive della nostra azione - Rivoluzione nazionale - Colpo di Stato".
Nel successivo numero della rivista bolognese "Due Torri" vengono pubblicati altri quattordici documenti relativi all'organizzazione Volontari Nazionali, all'associazione Giovane Italia ed al Fronte Universitario d'Azione Nazionale. Secondo Vincenzo Galletti, direttore della rivista e segretario provinciale comunista, i documenti indicano una violazione, da parte delle organizzazioni citate, della legge Scelba sulla ricostituzione del partito fascista e sono un contributo all'inchiesta del procuratore generale milanese Luigi Bianchi D'Espinosa. Alle accuse di Galletti risponde Alessandro Mazzanti, vicesegretario provinciale missino e consigliere comunale a Bologna. In primo luogo, le accuse si riferiscono al passato, cioè all'anno 1970 e sono relative ad organizzazioni pubbliche. In secondo luogo, le tre organizzazioni citate, sono state sciolte e fatte confluire nel neonato Fronte della Gioventù. Da parte sua, l'avvocato Marcantonio Bezicheri, fino all'autunno 1970 dirigente dei Volontari Nazionali della provincia bolognese, ha presentato all'autorità giudiziaria una denuncia per ricettazione contro la rivista "Due Torri", in quanto una parte dei documenti pubblicati dalla rivista sarebbe stata rubata durante un furto avvenuto nel suo studio. Marco Antonio Bezicheri è anche uno degli avvocati difensori dell'ordinovista ed editore padovano Franco Freda, incriminato e arrestato dalla magistratura per la strage di Piazza Fontana a Milano.
Nell'aprile 1972, la magistratura notifica al trentenne Fernando Petracco un avviso di reato per associazione a delinquere. Petracco, già responsabile del raggruppamento giovanile missino di Vicenza e dirigente veneto dei Volontari Nazionali, sarebbe stato il comandante di un campeggio paramilitare tenuto nel settembre 1971 a Passo Pennes, provincia di Bolzano. Petracco e altri due giovani indagati per il campeggio sarebbero stati radiati dal Movimento sociale italiano qualche mese prima di essere raggiunti dalle comunicazioni giudiziarie.
Nel maggio 1974, in occasione della strage di Brescia, il Corriere d'Informazione sembra sostenere che i Volontari Nazionali siano stati ricostituiti, forse con una nuova denominazione: "Volontari del MSI. Li guida Alberto Rossi, ex-organizzatore delle Formazioni Nazionali Giovanili". Alberto Rossi, soprannominato "il bava", è fratello di Angelino Rossi, che all'epoca è guardia del corpo di Giorgio Almirante e Giulio Caradonna, direttore dell'Accademia pugilistica romana e ispettore per la diffusione del Secolo d'Italia.
Del settore dei Volontari, hanno fatto parte anche persone conosciute e significative, come l'onorevole missino Massimo Abbatangelo, Giancarlo Cito e Virgilio Mattei, deceduto, assieme al fratello minore Stefano, nel rogo di Primavalle.

## L'associazione del 2005
Il movimento è stato composto da un'assemblea costituente il 17 gennaio 2005, nell'hotel Massimo d'Azeglio a Roma; l'attuale presidente è Alberto Rossi, suo leader storico. Il simbolo si compone di una "V" di colore dorato all'interno della quale si staglia una fiamma che ricorda quella del simbolo del MSI-DN, il tutto su uno sfondo di colore nero.
Nello statuto approvato dall'assemblea si elencano, fra i principali obiettivi dell'associazione, la tutela del lavoro ("in ogni sua forma manuale, tecnica e intellettuale") nonché dell'iniziativa e della proprietà privata ("che non deve divenire oggetto di prevaricazione e sfruttamento di altri uomini"), il contrasto ad ogni forma di flessibilità e precarietà del lavoro stesso, la difesa del diritto all'abitazione e alla proprietà, la difesa della gestione pubblica di sanità, pubblica istruzione e servizi essenziali. Il movimento si schiera a favore dell'elezione diretta del Capo dello Stato (oltre a quella dei maggiori amministratori locali), e dell'adozione di un sistema di voto basato sul calcolo proporzionale.
L'8 marzo 2007 i Volontari Nazionali, nella persona del loro presidente Alberto Rossi, hanno partecipato a Napoli alla presentazione del Patto d'Azione, il progetto unitario che punta a unire vari partiti e movimenti della destra radicale italiana. Alle successive elezioni amministrative, i VN hanno costituito liste unitarie con altre forze politiche quali Azione Sociale di Alessandra Mussolini e il Movimento Idea Sociale di Pino Rauti.
Il 4 ottobre 2007 l'associazione ha annunciato la sua adesione al movimento politico La Destra di Francesco Storace.